# Andrea Bocelli
Andrea Bocelli, född 22 september 1958 i Lajatico nära Volterra, Toscana, är en italiensk sångare. Han har sålt över 70 miljoner cd-album över hela världen. Bocelli föddes med ögonsjukdomen glaukom (grön starr) och blev vid 12 års ålder helt blind efter en fotbollsolycka, vilken orsakade en hjärnblödning. 
1989 gifte han sig med Enrica Cenzatti med vem han har två söner, Amos (1995) och Mateo (1997). De skiljdes 2002. Hans andra fru, Veronica Berti, är samtidigt hans manager. De har tillsammans dottern Virginia (2012).
Som sina musikaliska förebilder ser Bocelli Mario Del Monaco, Beniamino Gigli och Franco Corelli. 
Hans sjätte skiva Cieli Di Toscana kom upp på CNN:s lista för de skivor som sålde mest och han stannade som etta i flera veckor. Den hamnade också bland de mest sålda i bland annat Norge, Irland, Sverige och Portugal. I november 2001 fick han i European music festival platinaplattan för att ha sålt över en miljon exemplar av just den skivan.
Han har sjungit duett med den brittiska sopranen Sarah Brightman på översättningen av låten "Con te partirò" – "Time to say goodbye".
Bocelli sjöng vid UEFA Champions League-finalen 2009 i Rom och vid invigningen av fotbolls-EM 2020, även det i Rom.
Tillsammans med musiker ur Stockholm Concert Orchestra gav Bocelli en konsert i Globen 11 april 2010.

## Diskografi
- 1995 – Bocelli
- 1996 – Romanza
- 1997 – Aria – The Opera Album
- 1997 – Hymn for the World (med Cecilia Bartoli)
- 1998 – II Mare Calmo Della Sera
- 1998 – Viaggo Italiano
- 1998 – Hymn for the World 2 (med Cecilia Bartoli och Bryn Terfel)
- 1999 – Sogno
- 1999 – Sacred Arias
- 2000 – Verdi
- 2000 – La Boheme
- 2001 – Cieli di Toscana
- 2002 – Sentimento
- 2003 – Tosca
- 2004 – Il Trovatore
- 2004 – Andresa
- 2005 – Werther
- 2006 – Amore
- 2008 – Incanto
- 2008 – Carmen
- 2009 – My Christmas
- 2010 – Carmen – Duets & Arias (med Bryn Terfel, Marina Domashenk och Eva Mei)
- 2010 – Andrea Chénier
- 2011 – One Night in Central Park